# Sieciech
Sieciech, Świeciech – staropolskie imię męskie, złożone z członu Wsze- („wszystek, każdy, zawsze”) w wersjach nagłosowych Sie- lub Świe-, oraz członu -ciech („cieszyć”). Może ono oznaczać „tego, który wszystkich cieszy” albo „tego, który się ze wszystkiego cieszy”.
Od tego imienia nazwy wzięły miejscowości: Sieciechów, Sieciechowice czy też Sieciechowo. Do podobnych imion należą Siebąd, Siebor, Sieciebor, Sieciesław, Siecław, Siecsław.
Sieciech imieniny obchodzi 20 sierpnia.